# 阿伦斯豪森
阿伦斯豪森（德語：Arenshausen）是德国图林根州的市镇，隶属于艾希斯费尔德县。总面积为5.79平方千米，截至2023年12月31日总人口为1,038人。